# Bryum pabstianum
Bryum pabstianum är en bladmossart som beskrevs av C. Müller 1855. Bryum pabstianum ingår i släktet bryummossor, och familjen Bryaceae. Inga underarter finns listade i Catalogue of Life.